# Condado de Putnam (Georgia)
El condado de Putnam (en inglés: Putnam County), fundado en 1807, es uno de 159 condados del estado estadounidense de Georgia. En el año 2007, el condado tenía una población de 21 251 habitantes y una densidad poblacional de 21 personas por km². La sede del condado es Eatonton. El condado recibe su nombre en honor a Israel Putnam.

## Geografía
Según la Oficina del Censo, el condado tiene un área total de 935 km² (361 mi²), de la cual 894 km² (345,2 mi²) es tierra y 41 km² (15,8 mi²) (4.46%) es agua.

### Condados adyacentes
- Condado de Morgan (norte)
- Condado de Greene (noreste)
- Condado de Hancock (este)
- Condado de Baldwin (sureste)
- Condado de Jones (suroeste)
- Condado de Jasper (oeste)

## Demografía
Según el censo de 2000, había 18 812 personas, 7402 hogares y 5477 familias residiendo en la localidad. La densidad de población era de 21 hab./km². Había 10 319 viviendas con una densidad media de 12 viviendas/km². El 51.45% de los habitantes eran blancos, el 41.90% afroamericanos, el 0.20% amerindios, el 0.66% asiáticos, el 0.04% isleños del Pacífico, el 0.82% de otras razas y el 0.92% pertenecía a dos o más razas. El 2.16% de la población eran hispanos o latinos de cualquier raza.
Los ingresos medios por hogar en la localidad eran de $36 956, y los ingresos medios por familia eran $43 262. Los hombres tenían unos ingresos medios de $30 900 frente a los $21 823 para las mujeres. La renta per cápita para el condado era de $20 161. Alrededor del 14.60% de la población estaban por debajo del umbral de pobreza.

## Transporte

### Principales carreteras
- U.S. Route 129
- U.S. Route 441
- SR 16
- SR 24
- SR 44
- SR 142
- SR 212

## Localidades
- Eatonton
- Crooked Creek

### Otras localidades
- Willard